# Vaso Medici

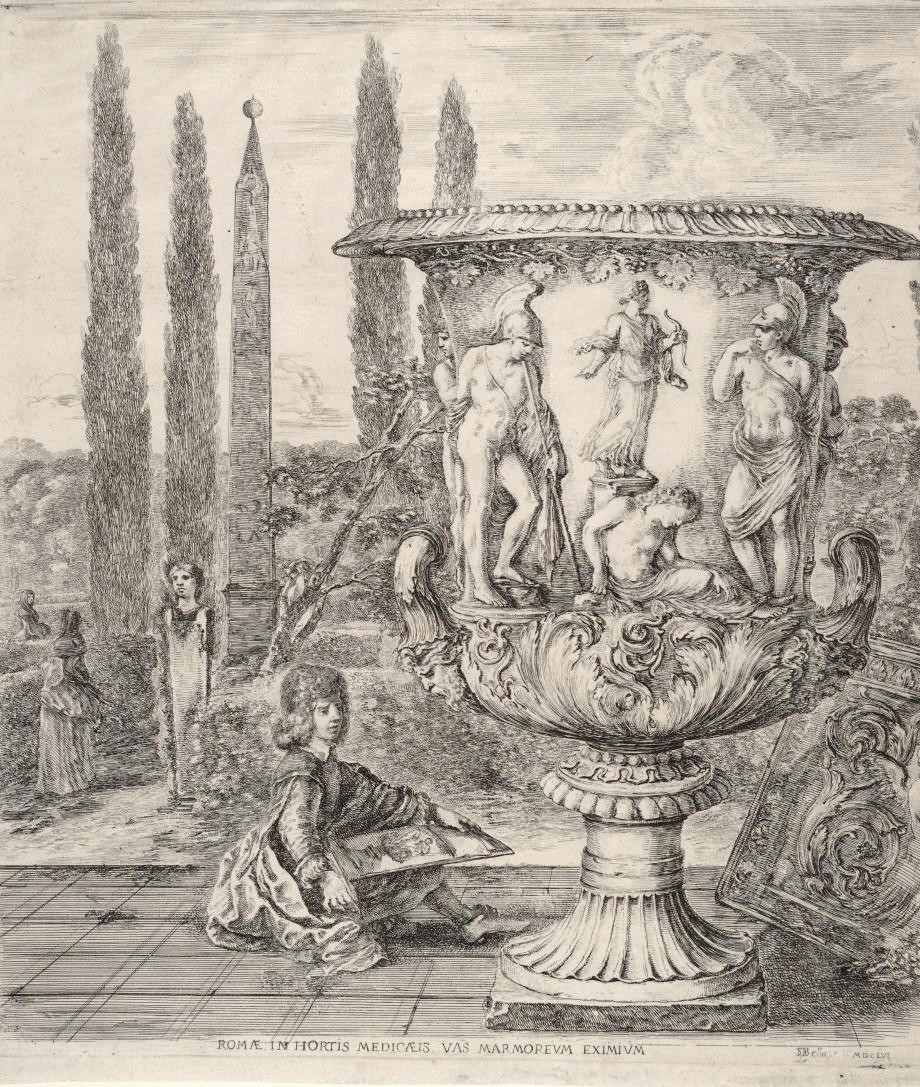
Il vaso Medici con Cosimo III nel 1656, disegno di Stefano dell Bella (1610-1664)

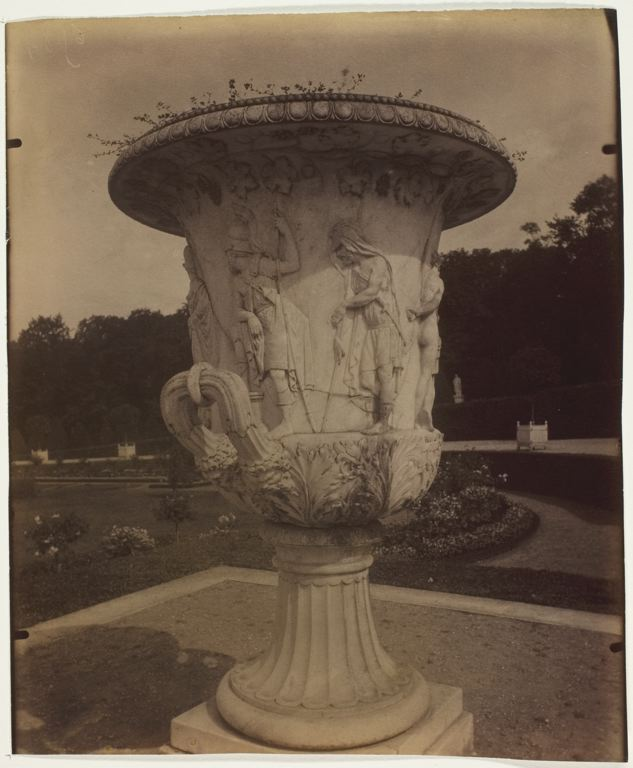
Copia del vaso Medici presso la fontana di Latona nei giardini della reggia di Versailles

Il vaso Medici è un monumentale cratere marmoreo, scolpito ad Atene da un'officina neoattica intorno alla metà del I secolo a.C. come ornamento da giardino.
Faceva parte della collezione di antichità di Villa Medici a Roma, nei cui inventari compare a partire dal 1598, ma non se ne conosce l'origine. Nel 1780 fu spostato presso la Galleria degli Uffizi dove tuttora è esposto.

## Descrizione
Il cratere è di dimensioni monumentali (alto 1,73 m compreso il piede e con diametro di 1,35 m) e presenta una forma "a campana". Nella parte superiore concava del vaso presenta un fregio figurato a bassorilievo sotto l'orlo rovesciato in fuori e decorato con un piatto kyma ionico. La parte inferiore convessa del vaso è decorata con foglie d'acanto e il piede con baccellature. Il piede poggia sopra un basso plinto quadrato. Tra la parte concava e quella convessa del vaso si trovano coppie di teste di satiro, da cui si dipartono le anse.
Il fregio raffigura probabilmente i re greci radunati a Delfi prima della guerra di Troia, mentre la figura femminile seduta in terra ai piedi di una statua di Artemide dovrebbe essere Ifigenia.

## Storia
Il vaso appartiene alla produzione della scultura neoattica di Atene del I secolo a.C., realizzata per la ricca clientela romana ed è datato intorno alla metà del secolo. Alla medesima produzione appartengono il più grande vaso Borghese e due esemplari più antichi, rinvenuti frammentari tra i materiali trasportati da una nave naufragata a Mahdia.
Fu ampiamente ammirato e riprodotto in stampe e copie in vari materiali tra il Seicento e il Settecento.
Copie del vaso Medici vennero realizzate in marmo come decorazione dei giardini di Versailles presso la fontana di Latona.
Il vaso Medici ha subito diversi interventi di restauro in epoche diverse di cui l'ultimo nel 2017.